# Aeroporto di Stoccarda
L'aeroporto di Stoccarda, in tedesco Flughafen Stuttgart - Manfred Rommel, (ICAO: EDDS - IATA: STR) è un aeroporto tedesco ubicato a 13 km da Stoccarda, a sud della città.

## Posizione geografica
L'aeroporto è situato tra le tre città di Leinfelden-Echterdingen, Stoccarda e Filderstadt.
L'aeroporto dispone di una propria stazione ferroviaria.

## Storia

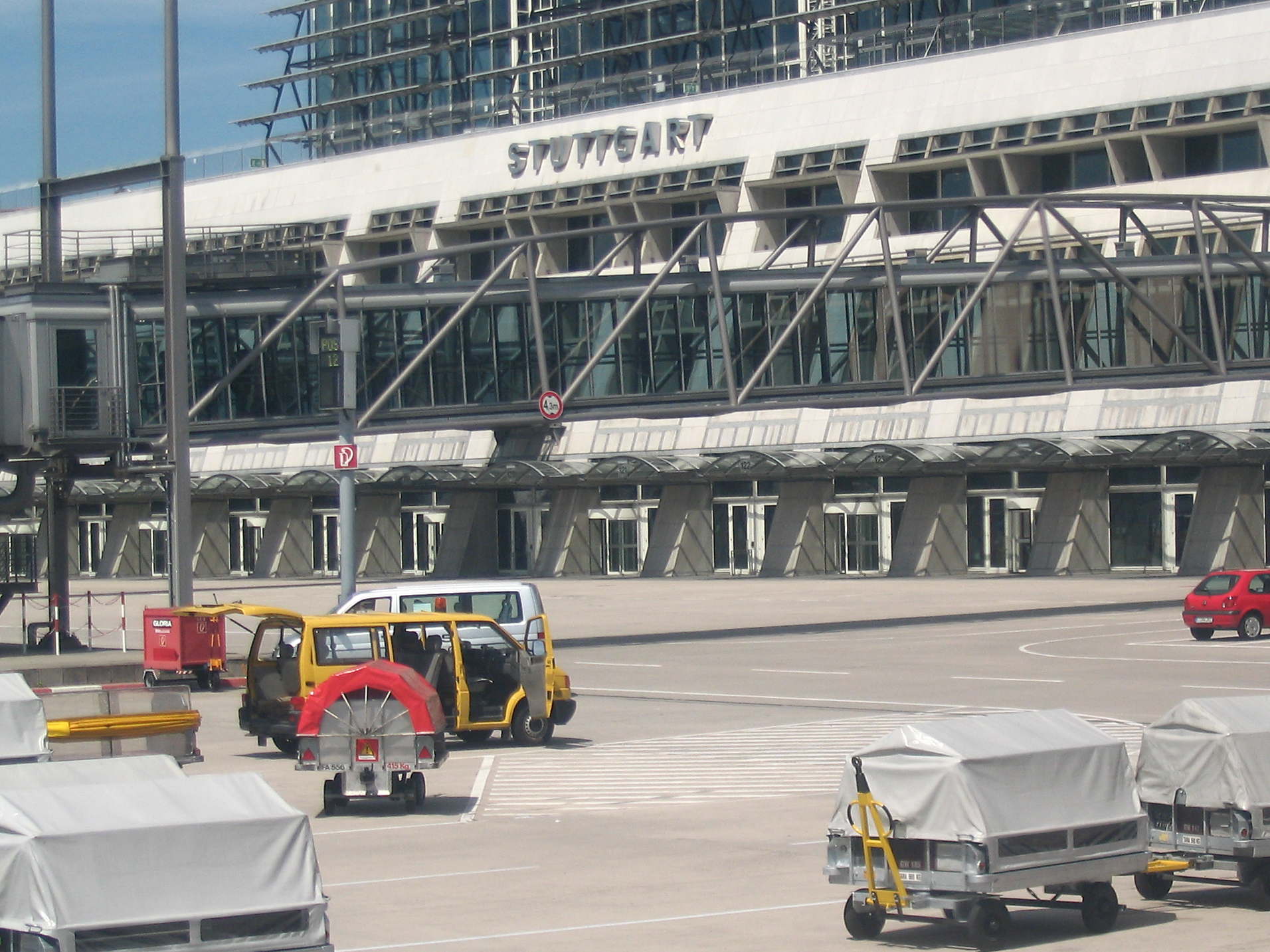
Le strutture.

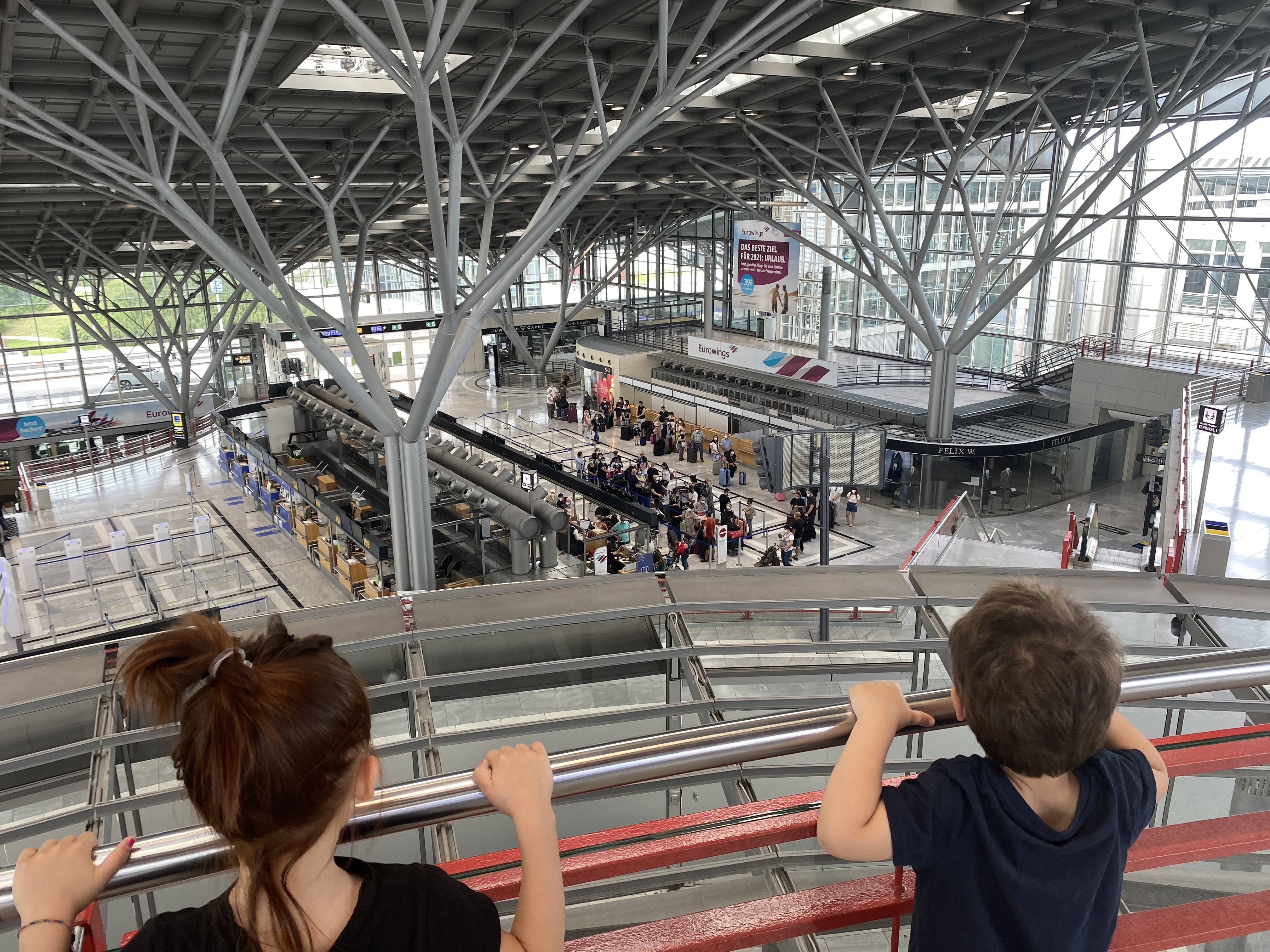
Terminal 1

L'aeroporto fu costruito nel 1939 per rimpiazzare l'aeroporto di Böblingen. Nel 1945 la US Air Force assunse la direzione dell'aeroporto e la US Army mantenne qui una base per gli elicotteri militari. Già nel 1948 però l'aeroporto tornò alle autorità tedesche.
Sempre nel 1948 la pista venne allungata fino a raggiungere i 1.800 metri, nel 1961 venne nuovamente allungata a 2.250 metri e nel 1996 a 3.345 metri.
I nuovi terminal sono stati costruiti nel 2004, portando la capacità massima dell'aeroporto a 12 milioni di passeggeri.

### In futuro
È previsto un collegamento allo Stadtbahn di Stoccarda (Linea U6). L'apertura avverrá nel 2020.
A partire dal 2021 l'aeroporto farà parte della rete ferroviaria ad alta velocità InterCityExpress (ICE) di Deutsche Bahn.

## Strategia
L'aeroporto di Stoccarda è il sesto più importante aeroporto della Germania ed il maggiore aeroporto della regione del Baden-Württemberg con 10.526.920 passeggeri nel 2015.
È un importante hub per compagnie aeree low cost.